# Amblyeleotris randalli
Amblyeleotris randalli is een straalvinnige vissensoort uit de familie van grondels (Gobiidae). De wetenschappelijke naam van de soort is voor het eerst geldig gepubliceerd in 1978 door Hoese & Steene.